# Znak Košic

Znak města Košice (kruhové vyobrazení)

Znak města Košice pochází z roku 1369. Městu ho udělil král Ludvík I. Veliký na královském hradě v Diósgyőri (dnes součást Miškovce). Znak není nejstarším v Evropě, ale jeho výjimečnost spočívá v tom, že král k němu vydal erbovní listinu - Armales, která je prvním takovým dokladem uděleným právnické osobě v Evropě, a tedy na světě vůbec. Do té doby se udělovaly znaky pouze fyzickým osobám a jeho udělení Košicím svědčí o důležitosti tohoto města v rámci Uherského království a kulturní vyspělosti v rámci středověké Evropy. Dalším unikátem košického znaku je fakt, že město k němu obdrželo až čtyři erbovní listiny (první potvrzující a tři další polepšující), a to vždy od jiného panovníka.

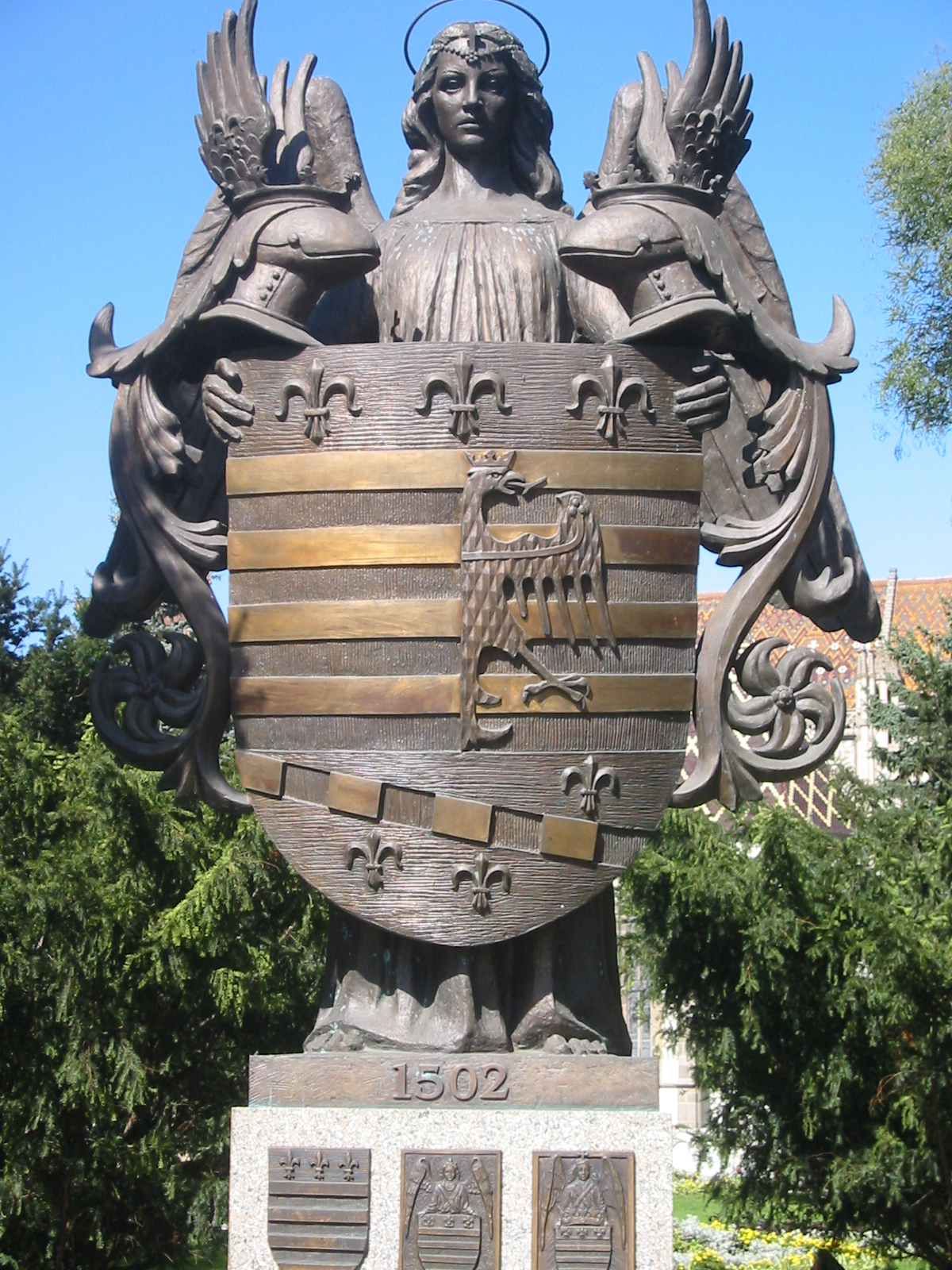
Plastika městského znaku od umělce Arpáda Račka z roku 1999 v parku před Dómem

## První erbovní listina
První erbovní listina ze 7. května 1369 znak nezobrazuje, pouze ho popisuje. Štít král odvodil od osobního anjouovského erbu. Modrá hlava je poseta třemi anjouovskými liliemi. Pod ní je štítové pole, ve kterém se střídají červeno-stříbrné pruhy. Listina nebyla vydána ve formě privilegia, pouze ve formě patentu. Města do roku 1405 ještě nebyla privilegovaným stavem. Chybějícími částmi znaku byly typické atributy šlechtických erbů - přilba, klenot a přikryvadla. Ty město nahradilo andělem. Nedořešenost právní stránky podoby a používání znaku vedla krále k neudělování podobných listin jiným uherským městům.

## Druhá erbovní listina
Košická druhá erbovní listina je první privilegiální listinou s první miniaturou uherskému městu vůbec. Vydal ji v roce 1423 král Zikmund Lucemburský v Bratislavě. Druhou erbovní listinou se privilegiálním způsobem potvrdilo užívání znaku v podobě, v jaké byl udělen již v roce 1369.

## Třetí erbovní listina
Třetí erbovní listina byla vydána v roce 1453 králem Ladislavem Pohrobkem opět v Bratislavě. Přilepšuje znak přidáním zlaté koruny na vrch štítu.

## Čtvrtá erbovní listina
Čtvrtá erbovní listina byla vydána v roce 1502 králem Vladislavem II. Jagellonským v Budíně. Listina je výsledkem heraldické preciznosti a dokonalosti. V ní byl znak výrazně obohacen a heraldicky dokompletován. Poprvé v Uhersku král polepšil městský znak o přilby, klenot a přikryvadla, které nahradily zlatou korunu. Zasáhl i do podoby samotného štítu, kde do levé poloviny štítového pole umístil polovinu polské orlice ze svého osobního znaku. Podle vzoru erbu jeho manželky, francouzské šlechtičny Anny de Foix, vytvořil dolní patku, v níž kosmo sedmkrát zlato-červenou dělenou nit doprovázejí nahoře jedna, dole dvě zlaté lilie.

## Galerie

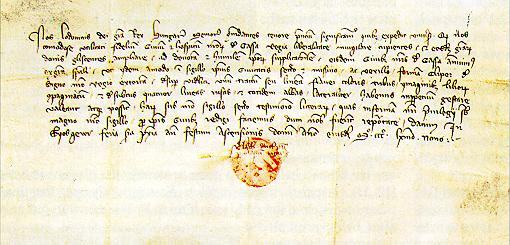
První erbovní listina 1369 od Ludvíka Velkého
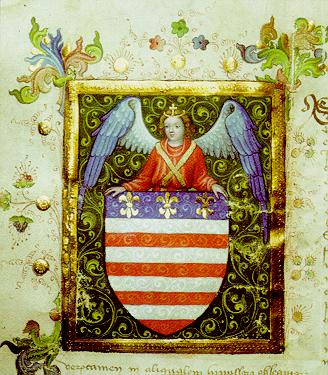
Miniatura zikmundovského erbu 1423
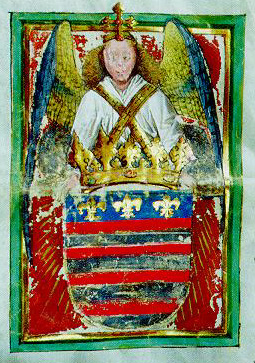
Minuatura ladislavského erbu 1453
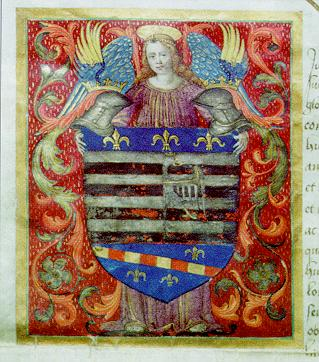
Miniatura jagellovského erbu 1502
Malý znak města Košice

## Reálie
Město Košice používá poslední podobu znaku z roku 1502. Podle obecně závazného nařízení se musí zobrazovat v kompletní podobě, v jaké je i na miniatuře čtvrté erbovní listiny. Před rokem 1989 se totiž používal v zásadě pouze štít znaku, tedy bez anděla, klenotů a přikryvadel. Nejstarší podoba znaku z roku 1369 byla městským zastupitelstvem schválena jako znak městské části Staré Město. První erbovní listina pro město Košice z roku 1369 je zařazena mezi národní kulturní památky Slovenské republiky. (Viz také Národní kulturní památky v archivech Slovenské republiky.) Město si náležitě váží svého vzácného znaku a data jeho udělení 7. května, který je základem celotýdenních oslav města, známých jako Dny města Košice.